# Kantika
Kantika est un ensemble de musique ancienne, créé en 1998, à Paris. Cet ensemble vocal féminin se compose habituellement de cinq chanteuses, dirigées par la musicologue et chanteuse Kristin Hoefener. Il se produit régulièrement dans les festivals français et étrangers.
L’ensemble est membre de la FEVIS (Fédération des ensembles vocaux et instrumentaux spécialisés).

## Historique
L'ensemble Kantika est spécialisé dans le chant sacré du central et du bas Moyen Âge. Le travail de Kantika se fonde sur trois éléments : le patrimoine musical Européen, le culte de saints locaux ou les ‘liturgies oubliées’ et l’interprétation moderne dans des lieux architecturaux les plus proches possibles des acoustiques originales. L'ensemble fait par ailleurs des incursions régulières dans d'autres domaines  tels que le madrigal, le conte, la polyphonie contemporaine ou la chanson de troubadours.
L'action de l'ensemble comprend également un volet de transmission qui regroupe différentes actions : formations continues, ateliers chorales avec des chœurs et ensembles vocaux, ateliers de conception de projets artistiques, stages de chant grégorien et de musiques médiévales.
Depuis sa fondation, différents artistes ont contribué à l'activité de Kantika : les chanteuses Marie Barenton, Agnieszka Budzinska, Carlotta Buiatti, Kinga Cserjesi, Isabelle Dumont, Vanessa Fodil, Kadri Hunt, Marie Langianni, Lucie Lacoste, Marianne Miagat, Vanessa Moubarak, Hélène Richer, Emmanuelle Thomas, Marthe Vassalo; les instrumentistes Malcolm Bothwell, Jean-Christophe Foulon, Judith Godeberge, Sergio Silvestri et la comédienne Sophie Carrier. 
Plusieurs compositeurs ont écrit des œuvres pour l'ensemble : Caroline Charrière, Pascal Diez, Michael Gailit, Thierry Machuel,, Jean-Michel Oberland, Hans van Zijp.

## Discographie
- 2010 - « Mùsica del Reyno ». (A paraître)
- 2009 - « Estel de Mar, Llibre Vermell de Monserrat ». Chants de pèlerins du Moyen Âge en l'honneur de Marie. Christophorus Records/abeillemusique. Enregistrement soutenu par la fondation Orange[6].
- 2007 - « O Maria virgo ». Santa Maria la real de las Huelgas (1300). Integral Classic/Integral Distribution[7],[4].
- 2007 - « Rose mit Dornen ». Freiburger Musik Forum/Ars Musici.
- 2006 - « Lux ». Messe de sainte Lucie à la cathédrale d'Apt (XIe – XIVe siècle). Integral Classic/Integral Distribution[8],[9]
- 2004 - « A summo celo ». Messe du samedi des Quatre-Temps de l'Avent de Saint-Martial de Limoges(XIe – XIIe siècle). Label Inconnu /XCP.